# Институционализация
Институционализа́ция (также институциализация; лат. institutum — установление, обычай, учреждение) — процесс превращения новых, эпизодических социальных практик, новаций и представлений в устойчивые, действующие на протяжении длительного времени структуры общества, так что в конечном счёте они оформляются в виде социальных институтов. 
Выделяют пути институализации - создание нового института и изменение, совершенствование уже сформированных. 
Процесс институализации состоит из следующих пунктов:
1) Возникновение потребности и осознание её обществом;
2) формирование общей цели социального института;
3) разработка общественных норм;
4) появление особой символики;
5) появление подходящей системы статусов и ролей;
6) накопление материальной базы института;
7) присоединение института к сложившейся социальной системе;
8) создание ограничений для соответствия ожидаемому поведению людей.

## Социальная организация
Например, какое-либо социальное явление (движение, коллектив) может превратиться в организованное учреждение с упорядоченным процессом, определённой структурой отношений, иерархией власти, дисциплиной, правилами поведения.
За любым институтом стоит история его институционализации.
Институционализация может касаться любой общественной сферы: хозяйственной, политической, религиозной и т. д.
Конкретными примерами институционализации могут являться:
- превращение народных собраний — в парламент;
- превращение изречений, творческого наследия мыслителя — в философскую или религиозную школу;
- превращение проповедей «пророка» и его последователей — в религию, религиозный орден, религиозную секту/раскол;
- превращение увлечения каким-либо жанром популярной музыки — в субкультурную организацию.

## Научная организация
Лаборатории, библиотеки, музеи, комиссии, комитеты, кафедры, факультеты, серийные издания, институты, стационары.

## Экономическая организация
- Биржи
- Банки
- Финансовые инструменты
- Финансовые регуляторы

## Политическая организация
- Политические партии